# 李承勳 (速度滑冰運動員)
李承勳（1988年3月6日—），韩国男子速度滑冰运动员。他是2010年冬季奥林匹克运动会速度滑冰比赛10000米冠军和2010年冬季奥林匹克运动会速度滑冰比赛5000米亚军。

## 职业生涯
2010年温哥华冬奥会中，李承勳获得10000米金牌和5000米银牌。
2014年索契冬奥会中，他获得团体追逐赛的银牌。
2018年平昌冬奥会，他获得团体追逐赛银牌，集體出發金牌。

## 綜藝節目
| 播放日期           | 電視台 | 節目名稱            | 集數     | 備註                |
| ------------------ | ------ | ------------------- | -------- | ------------------- |
| 2014年3月13日      | KBS2   | 歡樂在一起          | EP.340   |                     |
| 2014年3月22日&29日 | KBS2   | 改變世界的Quiz      | EP.242   |                     |
| 2018年3月14日      | MBC    | 黃金漁場 Radio Star | EP.511   |                     |
| 2018年3月11日&18日 | SBS    | 家師父一體          | EP.10-11 | 2018年3月5、6日錄製 |
| 2018年3月31日      | JTBC   | 認識的哥哥          | EP.212   | 與金民錫、鄭在源    |